# Гребля (Бориспільський район)
Гре́бля — село в Україні, у Бориспільському районі Київської області. Населення становить 170 осіб. Входить до складу Переяславської міської громади.

## Історія
На мапі Шуберта 1868 року - хутір Копцевича Гребля, 16 дворів.
1910 - хутір Канцевича Гребля Переяславської волості Переяславського повіту Полтавської губернії, 33 господарства, мешкало 186 осіб обох статей з найманими робітниками.
На мапі РСЧА 1941 року - Капцевичева Гребля, 56 дворів.

## Відомі люди
- Дога Олег В'ячеславович — солдат резерву, стрілець батальйону оперативного призначення Київської конвойної бригади Національної гвардії України. Загинув у зоні АТО. Нагороджений орденом «За мужність» III ступеня (посмертно)[3].